# Restrepia aberrans
Restrepia aberrans är en orkidéart som beskrevs av Carlyle August Luer. Restrepia aberrans ingår i släktet Restrepia och familjen orkidéer.
Artens utbredningsområde är Panamá. Inga underarter finns listade i Catalogue of Life.